# Кельтская арфа
Кельтская арфа — арфа с треугольной рамой, традиционная для Ирландии и Шотландии. Её названия — cláirseach на ирландском языке и clàrsach на шотландском. В Ирландии и Шотландии этот инструмент ассоциировался с Шотландским правящим классом. Он изображен на ирландских и британских монетах, гербе Республики Ирландия, Монтсеррата, Соединенного Королевства и Канады, а также на флаге Монтсеррата.

## Ранняя история
Ранняя история арфы с треугольной рамой в Европе оспаривается. Первый инструмент, связанный с традицией игры на арфе в гэльском мире, был известен как круит. Это слово, возможно, первоначально описывало другой струнный инструмент, будучи этимологически связанным с валлийской кротой. Было высказано предположение, что слово clàrsach / cláirseach (от clàr / clár, доска) было придумано для треугольной арфы, которая заменила корту, и что это слово шотландского происхождения.
Связь Шотландии с ее любовью к струнным инструментам является как древней, так и задокументированной. Зазубренный кусок дерева, который некоторые интерпретировали как часть лиры железного века, датируемой примерно 300 годом до н. э., был обнаружен на острове Скай, является старейшим сохранившимся фрагментом европейского струнного инструмента. Самые ранние описания европейской арфы в треугольной раме, то есть арфы с передней колонной, найдены на резных пиктских камнях 8 века. Пиктские арфы были изготовлены из конского волоса. Инструменты, по-видимому, распространились на юг к англосаксам, которые обычно использовали струны из кишок животных, а затем на запад к Гэлам. Существует ровно тринадцать описанных инструментов из Европы до 11 века, и двенадцать из них родом из Шотландии. Более того, самым ранним ирландским словом, обозначающим арфу, на самом деле является крота, слово, которое сильно указывает на пиктское происхождение инструмента. Только два четырехугольных инструмента встречаются в ирландской среде на западном побережье Шотландии, и обе резьбы датируются двумя столетиями после пиктского изображения. Первые подлинные изображения ирландской треугольной арфы появляются только в конце одиннадцатого, самыми ранними арфами, использовавшимися в Ирландии, были четырехугольные лиры в качестве церковных инструментов. Одно исследование предполагает, что пиктские камни могут быть скопированы с Утрехтского псалтыря, единственного другого источника за пределами пиктской Шотландии, в котором показан треугольный инструмент. Утрехтская псалтырь была написана между 816—835 годами нашей эры. Однако изображения пиктских треугольных хордофонов, найденные на камне Нигг, датируются 790—799 годами н. э.. Другие пиктские скульптуры также предшествовали Утрехтской псалтири, а именно арфист на кресте Дапплина около 800 года нашей эры.
Нормандско-валлийский священнослужитель и ученый Гиральд Камбрийский (1146—1223), чья «Топография Гиберники и экспансии Гиберники» представляет собой описание Ирландии с англо-нормандской точки зрения, похвалила ирландскую музыку на арфе, но Гиральд Камбрийский добавил, что, по мнению многих, шотландцы превзошли их в этом мастерстве.
Ранние изображения музыкального инструмента не распространены в шотландской иконографии, но на надгробии в Киллсе, в Аргайла, датируемом примерно 1500 годом, изображен один из них, украшенной гэльскими узорами. На ирландском реликвариуме Святого Айдана Фернского (1100 год), изображен Давид с арфой в треугольной раме.
Ирландское слово lamhchrann или шотландское làmh-chrann вошло в употребление в неизвестное время для обозначения столба, который обеспечивал крепление, чтобы выдержать натяжение арфы.
Три из четырех подлинных арф до 16 века, сохранившихся до наших дней, имеют гэльское происхождение: арфа Брайана Бору в Тринити-колледже, Дублин, и арфы королевы Марии и Ламонта, обе в Национальном музее Шотландии в Эдинбурге. Последние две, являются примерами маленькой арфы с низкой головкой, и обе сделаны из граба, дерева, не произрастающем в Шотландии или Ирландии. Все три датируются примерно 15 веком и, возможно, были сделаны в Аргайле на западе Шотландии. Многие «ирландские» арфы более поздних периодов, имеют шотландское происхождение. Одна из крупнейших и наиболее полных коллекций арфистской музыки 17-18 веков-это работы Торла О’Каролана, слепого, странствующего ирландского арфиста и композитора. По крайней мере 220 его сочинений сохранились до наших дней.

## Характеристики и функции
Создание ирландской и шотландской арфы могут рассматриваться как единое целое. Характерной особенностью являются металлические струны. В исторических источниках упоминаются различные типы струн, в том числе латунные и железные; некоторые ученые также утверждают что использовалось серебро и золото. Струны были прикреплены к массивной звуковой коробке, обычно вырезанной из одного бревна, обычно из ивы, хотя в сохранившихся арфах были обнаружены другие породы дерева, включая ольху и тополь. Эта арфа также имела усиленную изогнутую стойку и большую шейку, обрамленную толстыми латунными полосами. Струны, на которых обычно играли ногтями, издавали звенящий звук. Этот тип арфы, уникален среди однорядных треугольных арф тем, что первые две струны, настроенные в середине гаммы, были настроены на один и тот же шаг.

### Техника игры
Из-за длительного резонанса, исполнителю приходилось закрывать струны, которые только что были воспроизведены, во время выщипывания новых струн, и это во время быстрой игры. Вопреки общепринятой современной практике, левая рука играла высокие ноты, а правая-низкие.

### Социальная функция и упадок
В средневековый период, арфа с железными струнами использовалась на всех гэльских территориях. В 16 веке, начали проявляться признаки расхождения в языке, музыке и социальной структуре.

## Возрождение
В начале XIX века, когда игра на традиционной на арфе угасала, в Ирландии была разработана новая арфа. У неё были струнные и полутоновые механизмы, похожие на оркестровую педальную арфу, и она была изготовлена Джоном Иганом.

В настоящее время возобновился интерес к такому древнему типу арф, с изготовлением копий и проведением исследований в области древних игровых техник.